# Gabi Rockmeier
Gabriele "Gabi" Rockmeier  (Moosburg an der Isar, 29 de novembro de 1973) é uma ex-velocista alemã, especialista nos 100 m rasos. Foi campeã mundial do revezamento 4x100 m no Campeonato Mundial de Atletismo de 2001, em  Edimburgo, Canadá, junto com   Melanie Paschke, Marion Wagner e a irmã gêmea Birgit Rockmeier. 
A equipe alemã chegou em segundo lugar na ocasião, mas herdou as medalhas de ouro após a desclassificação da equipe dos EUA anos depois, em virtude do escândalo de doping conhecido como caso BALCO, que cassou todas as medalhas e títulos de Marion Jones e Kelli White naquele período, duas integrantes daquele revezamento.